# Zahara Nampewo
Zahara Nampewo là một luật sư, nữ giới hoạt động nhân quyền và quản lý giáo dục người Uganda. Bà là giám đốc điều hành Trung tâm Nhân quyền và Hòa bình (HURIPEC) tại Trường Luật của trường Đại học Makerere, ở Kampala, thủ đô và là thành phố lớn nhất của Uganda.

## Bối cảnh và giáo dục
Zahara Nampewo có một danh sách dài các bằng cấp học thuật cả trong luật và trong các đấu trường nhân quyền. Cô có bằng Cử nhân Luật tại Đại học Makerere, Kampala, thủ đô của Uganda và thành phố lớn nhất. Cô cũng có bằng Cao đẳng về Thực hành Pháp lý, lấy từ Trung tâm Phát triển Luật, cũng tại Kampala.
Văn bằng nâng cao về bảo vệ quyền con người của cô được lấy từ Đại học Abo Akademi, ở Turku, Phần Lan. Cô cũng có bằng Thạc sĩ Luật về nhân quyền, được trao bởi Đại học Nottingham ở Vương quốc Anh. Cô lấy bằng Tiến sĩ Khoa học pháp lý từ Đại học Emory ở Atlanta, Georgia, Hoa Kỳ.

## Nghề nghiệp
Trước khi gia nhập giảng viên của trường Đại học Makerere vào năm 2006, cô làm việc với tư cách là một viên chức pháp lý cao cấp với Quỹ Sáng kiến Nhân quyền (FHRI), một tổ chức phi lợi nhuận về quyền con người, có trụ sở tại Nsambya, một khu phố ở Kampala. Bà cũng là chuyên gia về công lý về giới tại Quỹ Phát triển Liên Hợp Quốc vì Phụ nữ ở Liberia. Ngay trước khi gia nhập Makerere, cô đã làm việc cho Cơ quan Phát triển Quốc tế Đan Mạch (DANIDA), với tư cách là điều phối viên của chương trình Tiếp cận Công lý của họ.
Tại Đại học Makerere, Nampewo dạy luật và lãnh đạo HURIPEC, một thành phần của Trường Luật. Cô chuyên về nhân quyền và quyền giới và dạy Nghị quyết xung đột, Luật Nhân đạo Quốc tế, Luật Giới, Luật Sức khỏe và Luật Gia đình. Cô đã xuất bản đáng kể trong các tạp chí ngang hàng về chủ đề và các chủ đề liên quan.